# Niška Banja (općina)
Niška Banja (općina) (ćirilično: Општина Нишка Бања) je gradska općina Niša u Nišavskom okrugu u Srbiji. Središte općine je grad Niška Banja.

## Stanovništvo
Prema popisu stanovništva iz 2002. godine općina je imala 15.359 stanovnika,

## Administrativna podjela
Općina Niška Banja podjeljena je na 18 naselja jedan grad i 17 naselja.

### Gradovi
- Niška Banja

### Naselja
| - Bancarevo - Gornja Studena - Donja Studena - Jelašnica - Koritnjak - Kunovica - Lazarevo Selo - Manastir - Nikola Tesla | - Ostrovica - Prva Kutina - Prosek - Ravni Do - Radikina Bara - Rautovo - Sićevo - Čukljenik |

## Vanjske poveznice
- Službena stranica općine Niška Banja